# Пад-тай
Пад-тай (тайск. ผัดไทย) — классическое блюдо тайской кухни из обжаренной рисовой вермишели с овощами и ароматным соусом.
Блюдо из рисовой лапши, приготовленное на гриле, считается уличной едой и в местных ресторанах Таиланда. Это блюдо сделано из высушенной рисовой лапши, которую обжаривают с яйцами и твердым сыром тофу, а затем приправляют тамариндовой мякотью, рыбным соусом, сушеными креветками, чесноком или луком шалот, красным перцем чили и пальмовым сахаром.

## История
Существует мнение, что блюдо из жареной рисовой лапши было привезено из Китая во времена королевства Аюттхая торговцами, потом местное население изменило его согласно вкусовым предпочтениям тайских жителей.
Во время Второй мировой войны Таиланд пострадал от нехватки риса из-за войны и наводнений. Чтобы уменьшить потребление домашнего риса, правительство Таиланда при премьер-министре Плаке Пхибунсонгкраме предложило людям лапшу. Его правительство продвигало рисовую лапшу. В результате была создана новая лапша под названием сэн чан (названная в честь провинции Чантхабури). Пад-тай с тех пор стал одним из национальных блюд Таиланда. Сегодня некоторые поставщики продуктов питания добавляют свинину или курицу (хотя в оригинальном рецепте не было свинины из-за того, что правительство считало, что свинина — это китайское мясо). Некоторые производители продуктов питания по-прежнему используют оригинальный рецепт.